# 兴山小檗
兴山小檗（学名：Berberis silvicola）为小檗科小檗属的植物，为中国的特有植物。分布于中国大陆的湖北等地，生长于海拔1,200米至2,400米的地区，多生长在山坡灌丛中，目前尚未由人工引种栽培。

## 异名
- Berberis silvicola Schneid. var. angusta Ahrendt